# Диско (залив)
Диско (дат. Diskobugten, гренл. Qeqertarsuup tunua) — залив у западного побережья Гренландии. Залив Диско разделяет остров Диско и берег Гренландии, то есть фактически является проливом. Северная часть Диско практически круглый год блокирована льдом, поэтому связи с морем почти не имеет.
В заливе постоянно дрейфуют тысячи айсбергов.
Был открыт в 985 году викингом Эриком Рыжим. В то время район был необитаем. Сейчас на побережье залива находятся поселения Аасиаат, Илулиссат, Касигианнгуит, Окаатсут. Крупнейший полуостров залива — Нууссуак.
В 2004 году фьорд Илулиссат-Исфьорд, являющийся частью залива Диско, был внесён в список всемирного наследия ЮНЕСКО.